# Leistungszulage
Leistungszulagen sind Zulagen im Rahmen der Entgeltdifferenzierung, mit denen der Arbeitgeber besondere Arbeitsleistungen des Arbeitnehmers honoriert.

## Allgemeines
Die Leistungszulage orientiert sich im Regelfall am persönlichen Verhalten des Arbeitnehmers und hat eine Erhöhung seines Grundentgeltes zur Folge. Der Arbeitnehmer soll durch Leistungszulagen den Anreiz und die Arbeitsmotivation für bessere und höhere Arbeitsleistungen erhalten. Da mit der Leistungszulage außerordentliche Arbeitsleistungen honoriert werden sollen, wird sie nicht dauerhaft, sondern situativ befristet oder jederzeit nach billigem Ermessen widerruflich gewährt. Hiernach können Verdienstbestandteile nur aus sachlichen Gründen widerrufen werden. In der Privatwirtschaft sind Leistungszulagen manchmal tarifvertraglich, oft jedoch durch Betriebsvereinbarung geregelt. Im öffentlichen Dienst gibt es gesetzliche oder tarifvertragliche Regelungen.

## Grundlage
Die Gewährung einer Leistungszulage setzt im Regelfall eine Mitarbeiterbewertung oder dienstliche Beurteilung voraus, die Aufschluss über die Arbeitsleistung gibt. Dazu wird zunächst die Normalleistung festgesetzt, deren nicht nur vorübergehendes Überschreiten eine Leistungszulage rechtfertigt. Mehrleistungen einer Arbeitskraft können beispielsweise in der Erfüllung zusätzlicher Aufgaben, Mitwirkung an Projekten, Mehrarbeit, sehr hohe Arbeitsqualität, sehr niedriger Fehlerquotient oder in Verbesserungsvorschlägen bestehen. Eine Sonderleistung liegt einem Urteil des Bundesarbeitsgerichts (BAG) zufolge vor, wenn ein Verbesserungsvorschlag über die im Rahmen des Arbeitsvertrags geschuldete und bereits mit dem Arbeitsentgelt abgegoltene Arbeitsleistung hinausgeht. Wird jedoch keine Leistungsbeurteilung vorgenommen, ist die Höhe der Leistungszulage nicht bestimmbar.

## Leistungszulagen im öffentlichen Dienst
Im öffentlichen Dienst gibt es eine Ermächtigung in § 42a Abs. 1 BBesG, Leistungsprämien und Leistungszulagen zur Abgeltung herausragender besonderer Arbeitsleistungen an Beamte, Richter (die ihr Amt nicht ausüben), Soldaten und Staatsanwälte zu gewähren. Die Leistungsprämie ist eine Einmalzahlung und dient der Anerkennung einer herausragenden besonderen Leistung; sie soll in engem zeitlichen Zusammenhang mit der Leistung stehen (§ 4 BLBV).
Daneben sind Leistungsprämien und die Leistungsstufe weitere leistungsbezogene Besoldungsanteile. Arbeitnehmer im öffentlichen Dienst (Tarifbeschäftigte) können ein Leistungsentgelt erhalten.

## Leistungszulagen in der Privatwirtschaft
Leistungszulagen heißen in der Privatwirtschaft Bonuszahlungen, die im Rahmen einer leistungsorientierten Vergütung gezahlt werden und üblicherweise an die Erreichung oder Übererfüllung von Unternehmenszielen (betriebswirtschaftliche Kennzahlen wie Umsatzerlöse oder Gewinne) anknüpfen.